# Eve Stephenson
Eve Stephenson (ur. 18 września 1969) – amerykańska kolarka szosowa, czterokrotna medalistka mistrzostw świata.

## Kariera
Pierwszy sukces w karierze Eve Stephenson osiągnęła w 1990 roku, kiedy wspólnie z Ingą Thompson, Phyllis Hines i Maureen Manley zdobyła srebrny medal w drużynowej jeździe na czas podczas mistrzostw świata w Utsunomiya. Na rozgrywanych dwa lata później mistrzostwach świata w Benidorm Amerykanki w składzie: Eva Stephenson, Jeanne Golay, Jan Bolland i Danute Bankaitis-Davis zwyciężyły. Podczas mistrzostw świata w 1993 Danute Bankaitis-Davis zastąpiła Dede Demet-Barry, a Amerykanki ponownie zajęły drugie miejsce. Ostatni medal Stephenson zdobyła na mistrzostwach świata w Agrigento w 1994 roku, gdzie razem z Demet-Barry, Golay i Alison Dunlap zajęła trzecie miejsce w drużynowej jeździe na czas. Poza tym startowała głównie na arenie krajowej, wygrywając między innymi Women's Challenge w 1992 roku oraz Tour de Toona rok później. Nigdy nie brała udziału w igrzyskach olimpijskich.